# RAMZES666
Román Andréyevich Kushnarióv (en ruso: Роман Андреевич Кушнарёв; 25 de abril de 1999, Novokuznetsk), más conocido por su alias competitivo RAMZES666, es un jugador profesional ruso de Dota 2 especializado en las posiciones de carry (posición 1) y off‑lane (posición 3). En 2019 encabezó la primera lista de las personalidades más influyentes del deporte electrónico en la Comunidad de Estados Independientes elaborada por Forbes Rusia.

## Biografía
Kushnarióv practicó fútbol y boxeo durante su niñez, hasta que a los 14 años descubrió los cibercafés y comenzó a competir en torneos locales de Dota 2. Según relató en una entrevista para GQ Rusia, su primera LAN importante se saldó con un segundo puesto que lo motivó a dedicarse por completo al juego.

## Trayectoria profesional

### Primeros años (2015‑2016)
- Abril 2015: debut semiprofesional con ScaryFaceZ.
- Septiembre 2015: se incorpora a CIS Rejects.
- 6 de diciembre de 2015: la organización Team Spirit adquiere la plantilla de CIS Rejects, con la que Kushnarióv se estrena en torneos tier‑1.[3]
- Marzo 2016: traspaso a Team Empire, con participación en el Manila Major.

### Consagración en Virtus.pro (2016‑2019)
En agosto de 2016 firma con Virtus.pro, donde conforma uno de los quintetos más laureados de la época. Entre 2017 y 2018 conquistan cinco torneos Major —ESL One Hamburg 2017, Katowice 2018, Birmingham 2018, The Bucharest Major 2018 y The Kuala Lumpur Major 2018— y finalizan terceros en The International 2017.

### Evil Geniuses y etapa norteamericana (2019‑2021)
El 16 de septiembre de 2019 es fichado por Evil Geniuses para ocupar la off‑lane. Durante las restricciones por la pandemia forma el stack Just Error (2020) junto a excompañeros de Virtus.pro.

### Regreso a la CEI (2021‑presente)
Tras breves estancias en Natus Vincere y un segundo ciclo con Virtus.pro, compite para Darkside, HellRaisers/9Pandas y L1GA TEAM. En febrero de 2024 es cedido a Tundra Esports, con la que alcanza el tercer puesto en The International 2024.  Desde junio de 2025 lidera el proyecto Team Yandex, nueva organización respaldada por la compañía tecnológica rusa.

## Premios y reconocimientos
- N.º 1 en la lista «15 personalidades más influyentes del e‑sport» de Forbes Rusia (2019).[1]

## Controversias
El 4 de mayo de 2019 publicó una disculpa pública por toxicidad reiterada en partidas clasificatorias, prometiendo mejorar su conducta.